# Os Passos de Anchieta

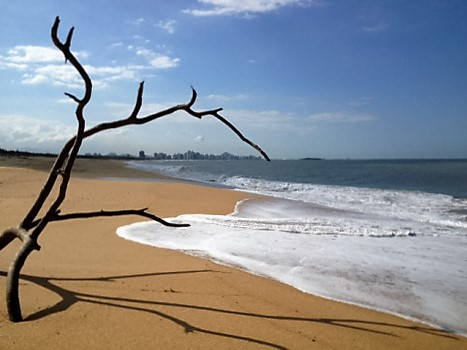
Partes do trajeto dos Passos de Anchieta são feitos na areia da praia, no litoral do Espirito Santo.

Os Passos de Anchieta é uma romaria (peregrinação) de 4 dias feita todos os anos por devotos do padre José de Anchieta, sendo o primeiro roteiro cristão das Américas. Os passos saem da Catedral Metropolitana de Vitória e vão até o Santuário Nacional de São José de Anchieta, na cidade de Anchieta, no Espírito Santo.

## História
José de Anchieta nasceu na ilha de Tenerife, parte do arquipélago das Canárias, e aos 17 anos ingressou na Companhia de Jesus, tornando-se um noviço dos jesuítas no ano de 1551. Pronunciou seus primeiros votos e foi encaminhado para a evangelização no Brasil já no ano seguinte.
De 1553 a 1587, Anchieta teve uma importante atuação em grande parte do litoral brasileiro, principalmente em São Paulo e no Rio de Janeiro, pois teve a oportunidade de participar da fundação do embrião das duas cidades, em 1554 e em 1565 respectivamente. Inclusive, além dos Passos de Anchieta, há ainda o Caminho do Padre José de Anchieta, que se refere ao trajeto percorrido por ele entre o litoral paulista e a atual cidade de São Paulo

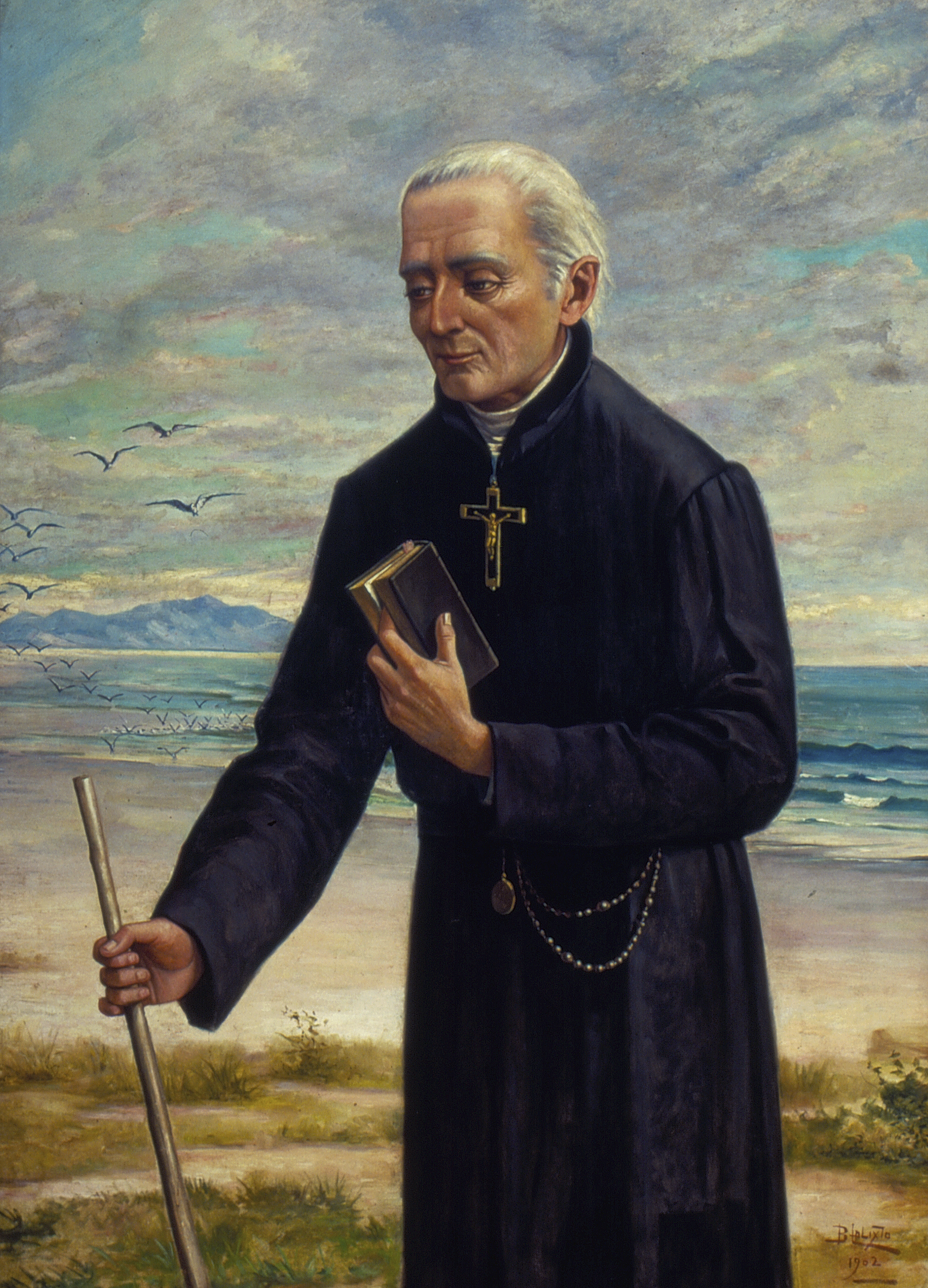
Retrato de José de Anchieta, feito por Benedito Calixto

O padre teve uma presença importante também no Espírito Santo, para onde foi em 1587 comandar as missões jesuíticas, tendo passado seus últimos anos na missão de Reritiba (hoje município de Anchieta), onde morreu, em 1597.
Durante esses anos, José de Anchieta fazia constantemente o caminho entre Reritiba e a vila de Vitória, sede da Capitania do Espírito Santo e onde ficava o Colégio de Santiago (hoje Palácio Anchieta), a sede dos jesuítas no Espírito Santo. O padre fazia esse trajeto de cerca de 100 quilômetros a pé em 4 dias, seguindo sempre pelo litoral. 
Após sua morte, foi enterrado no Colégio de Santiago, onde sua lápide ainda pode ser visitada. Com o tempo, tornou-se comum entre seus admiradores e devotos realizarem o mesmo trajeto em sua homenagem e com o objetivo de contemplação e inspiração, dando início à romaria, que permanece ainda hoje, sendo o primeiro roteiro cristão das Américas e o quarta desse tipo no mundo: "Essa programação religiosa é a quarta do tipo no mundo. Como ela existe a os famosos percursos de Santiago de Compostela, na Espanha; a trilha da Terra Santa, em Jerusalém; e a de Roma, na Itália".

## Evento
Os Passos de Anchieta foram recuperados em 1998 após pesquisas históricas sobre José de Anchieta e hoje são um evento organizado anualmente no feriado de Corpus Christi pela ABAPA - Associação Brasileira dos Amigos dos Passos de Anchieta, apesar de ser percorrido também de forma perene - a qualquer momento do ano.
Durante o evento, a ABAPA oferece grande suporte aos participantes, contando com o apoio da Polícia Militar, do Corpo de Bombeiros, da Secretaria de Estado de Turismo do Espírito Santo (Setur-ES) e do auxílio das prefeituras dos municípios por onde os peregrinos passam.
Apesar de poder ser feito livremente durante o ano, para participar da caminhada organizada durante Corpus Christi é necessário realizar inscrição, que pode ser feita online, em pontos de vendas ou direto no local de início, no primeiro dia do evento. Todos os anos, entre 3.500 a 4 mil pessoas participam do roteiro.

## Roteiro
Os Passos de Anchieta são percorridos por pessoas de todos os tipos:
O roteiro Os Passos de Anchieta é cumprido em jornadas diárias médias de quatro a cinco horas pelas pessoas que tem o hábito de caminhar regularmente ou por períodos de seis a 7 horas pelos andarilhos mais sedentários que sem o exercício regular se dispõe a fazê-lo.
Em um trajeto de cerca de 100 quilômetros de extensão pelo litoral capixaba, o caminho é dividido em 4 etapas de cerca de 25 quilômetros, com paradas para descanso em locais estratégicos.
Dia 1
Trajeto de 25 quilômetros. 
Saindo da Catedral Metropolitana de Vitória, o roteiro segue até o Convento da Penha, em Vila Velha, passando pela Terceira Ponte de ônibus. Dali, os peregrinos seguem pelo litoral de Vila Velha, passando por Praia da Costa, Itapoã e Itaparica, até chegar a Barra do Jucu. 
Dia 2
Trajeto de 28 quilômetros. 
Saindo da área urbana, os peregrinos seguem por praias praticamente desertas, passando por Ponta da Fruta e pelo Parque Estadual Paulo César Vinhas. Dali, seguem até a Praia de Setiba, em Guarapai (cidade que também surgiu a partir de uma missão jesuítica fundada por Anchieta), onde fazem a segunda parada dos Passos.
Dia 3
Trajeto de 24 quilômetros. 
Os andarilhos atravessam o município de Guarapari no terceiro dia. Ali, passam pela região da Aldeia e das Três Praias, Praia da Areia Preta, famosa por sua areia monazítica, e seguem até a Praia de Meaípe, ontem fazem a terceira parada.
Dia 4
Trajeto de 23 quilômetros. 
Saindo das praias mais desertas e retornando ao ambiente urbano, os andarilhos passam pela vila de Ubu, já no município de Anchieta, praia de Castelhanos, e então chegam à escadaria que os leva até o santuário de Anchieta.

## Interrupção
Por causa da pandemia do Covid-19, os Passos de Anchieta foram interrompidos em 2020, tendo retornado no ano de 2022.